# Penroséite
La penroséite est un minéral séléniure rare de formule (Ni,Co,Cu)Se2. Il a une couleur gris-acier, un trait noir et une dureté de 3. C’est un minéral isométrique, groupe ponctuel 2/m3. La penroséite a été découverte pour la première fois en 1925 dans une rhyolite bolivienne. Il a été nommé en l’honneur de Richard Penrose (1863-1931), un géologue économique (en).
La penroséite est un minéral rare que l’on trouve dans la mine de Pacajake en Bolivie. Il a été découvert en 1925. On le trouvait autrefois dans les veines fissurées de la roche rhyolite ignée extrusive. Elle est considérée comme un membre du groupe de la pyrite du point de vue de sa structure, avec un groupe d'espace cubique.
La penroséite produit des solutions solides étendues avec d’autres minéraux. Par exemple, la penroséite peut être le résultat d’un processus d’altération de nombreux séléniures, tels que l’olsacherite Pb2(SO4)(SeO4). L’olsacherite se forme très rarement dans des cristaux bien formés recouvrant les parois de la face externe des petites fissures. Un autre minéral lié à la penroséite est la pirétite. Il se présente sous la forme d’un produit d’altération de l’uraninite et des sulfures primaires contenant du sélénium, tels que la penroséite. La pirétite se forme sous forme de croûtes en association avec un oxyde U-Pb orange semblable à la masuyite à la surface d’échantillons d’uraninite .

## Composition
Sa composition est un mélange d’éléments, certains d’entre eux sont des éléments primaires tels que le nickel (Ni), le cuivre (Cu), le cobalt (Co) et le sélénium (Se) qui font entre eux une substitution en différentes quantités. Les éléments secondaires, qui peuvent être trouvés dans la penroséite en raison du processus d’apparition ou de l’environnement dans lequel le minéral s’est déposé, sont l’argent (Ag), le mercure (Hg) et le plomb (Pb). Le plomb, qui était considéré comme faisant partie de la composition lorsqu’il a été découvert, s’est avéré être dans la composition en raison de l’intercroissance de la clausthalite PbSe et n’est pas un élément primaire. La penroséite a une teneur élevée en sélénium comme aucun autre minéral, et par conséquent, elle a été signalée comme le premier minéral de séléniure de nickel découvert.

## Propriétés physiques
La penroséite est un minéral massif. Il peut avoir une structure rayonnante, colonnaire ou granulaire. Il présente une couleur gris plomb terne à gris acier avec un trait noir. Il a un éclat métallique et on pense qu’il a une faible liaison chimique, ce qui lui donne une faible dureté d’environ 3. Lorsqu’il réagit avec HNO3 ou KCN, il en résulte des fumées qui se ternissent jusqu’au brun. Mais s’il réagit avec HCl, FeCl3 ou HgCl2, il ne montre aucune activité.

## Occurrence géologique
Le minéral se trouve dans la mine de Pacajake à Colquechaca, à 150 km au sud-est du département d'Oruro, en Bolivie. La penroséite provient des environs et se forme dans des veines fissurées de rhyolite. On ne le trouve pas in situ, mais plutôt dans les flotteurs (roches lâches) provenant de veines non découvertes qui ont été érodées ou restent cachées dans la montagne au-dessus.

## Structure
La penroséite a un groupe d'espace cubique Pa3. Il a été constaté qu'elle se comporte comme des cristaux isotropes dans lesquels la lumière circule dans toutes les directions à la même vitesse, ce qui est suffisamment fort pour conclure qu'elle est isométrique. Comme elle est isométrique, tous les axes ont la même longueur. Cette valeur, due à différentes techniques de mesure, se situe entre 6,001 et 6,017 angström. Comme il n’y a pas de description complète de la structure de la penroséite, on suppose qu'elle a presque la même structure que le sous-groupe de la pyrite. Le type de liaisons que l’on retrouve dans le groupe de la pyrite est covalent, mais pas dans la penroséite. Par exemple, la pyrite FeS2, qui a la même structure que la penroséite et dont on pense qu’elle a une coordination similaire, a un atome de Fe entouré de six atomes de S, soit une coordination octaédrique. D'un autre côté, l’atome S est entouré de 4 atomes de Fe dans une configuration tétraédrique. Cela donne une idée de la façon dont les atomes sont disposés dans la penroséite en l’absence d’une véritable détermination de la structure, en raison de la composition indéfinie du minéral.